# Bulbophyllum epiphytum
Bulbophyllum epiphytum es una especie de orquídea epifita  originaria de  	 Brasil. 

## Distribución y hábitat
Se encuentra en   Brasil

## Taxonomía
Bulbophyllum epiphytum fue descrita por João Barbosa Rodrigues y publicado en Genera et Species Orchidearum Novarum 1: 40. 1877.
Etimología
Bulbophyllum: nombre genérico que se refiere a la forma de las hojas que es bulbosa.
epiphytum: epíteto latino que significa "epífita".